# Escorpain
Escorpain – miejscowość i gmina we Francji, w Regionie Centralnym, w departamencie Eure-et-Loir.
Według danych na rok 1990 gminę zamieszkiwało 175 osób, a gęstość zaludnienia wynosiła 19 osób/km² (wśród 1842 gmin Regionu Centralnego Escorpain plasuje się na 963. miejscu pod względem liczby ludności, natomiast pod względem powierzchni na miejscu 1192.).